# Le Manteau (film d'animation)
Pour plus de détails, voir Fiche technique et Distribution.
Le Manteau (en russe : Шинель, Shinyel) est un film d'animation en cours de réalisation depuis 1981, principal projet du metteur en scène russe de renom et animateur Iouri Norstein (parfois orthographié Youri Norstein). Le scénario est inspiré de la nouvelle du même nom Le Manteau de Nicolas Gogol.

## Historique
En 2004, quelque 25 minutes du film étaient terminées et le film inachevé est présenté publiquement à plusieurs reprises lors d'expositions consacrées à l'œuvre de Norstein, et cela dans le monde entier. Des extraits du film sont également inclus dans quelques films documentaires sur l'animation et la culture russe.
Le 13 mars 2007, Norstein déclare qu'il envisage la sortie en salles des trente premières minutes du film avec une bande-son à la fin de cette année 2007. En mars 2013, le film reste inachevé et la durée de production — plus de trente ans — est la plus longue jamais observée pour un film d'animation.

## Films d'animation dont la production est particulièrement longue
- 1960-1995 : Le Voleur et le Cordonnier de Richard Williams (film achevé hâtivement)
- 1948–1952 et 1967–1980 : Le Roi et l'Oiseau de Paul Grimault